# Distretto di Sohe
Il distretto di Sohe è un distretto della Papua Nuova Guinea appartenente alla provincia di Oro. Ha una superficie di 10.026 km² e 64.000 abitanti (stima nel 2000)

## Geografia antropica

### Suddivisioni amministrative
Il distretto è suddiviso in quattro Aree di Governo Locale:
- Higaturu Rural
- Kira Rural
- Kokoda Rural
- Tamata Rural